# Ahl-e Haqq
Ahl-e Haqq of Yarsan wordt of als een onafhankelijke godsdienst of als een sjiitische soefi-orde beschouwd. Deze broederschap zou in de 16e eeuw opgericht zijn door de legendarische Sultan Sohak.
De orde is verspreid over Iran en Irak. Ze heeft aanknopingspunten met zowel de jezidi's als met de alevieten.
De volgelingen van deze orde in Irak staan sinds 2014 ernstig onder druk door de Irakese burgeroorlog.